# Cudrovice
Cudrovice (německy Zuderschlag) jsou zaniklá osada v okrese Prachatice, pět kilometrů jižně od obce Záblatí. Nacházejí se nad kaňonovitým údolím řeky Blanice v nadmořské výšce 775 m, na bývalé trase Zlaté stezky. Na protější straně Blanice se poblíž Cudrovic (avšak již mimo jejich katastr) nalézá zřícenina hradu Hus a při silnici do Blažejovic Blanický mlýn.

## Historie

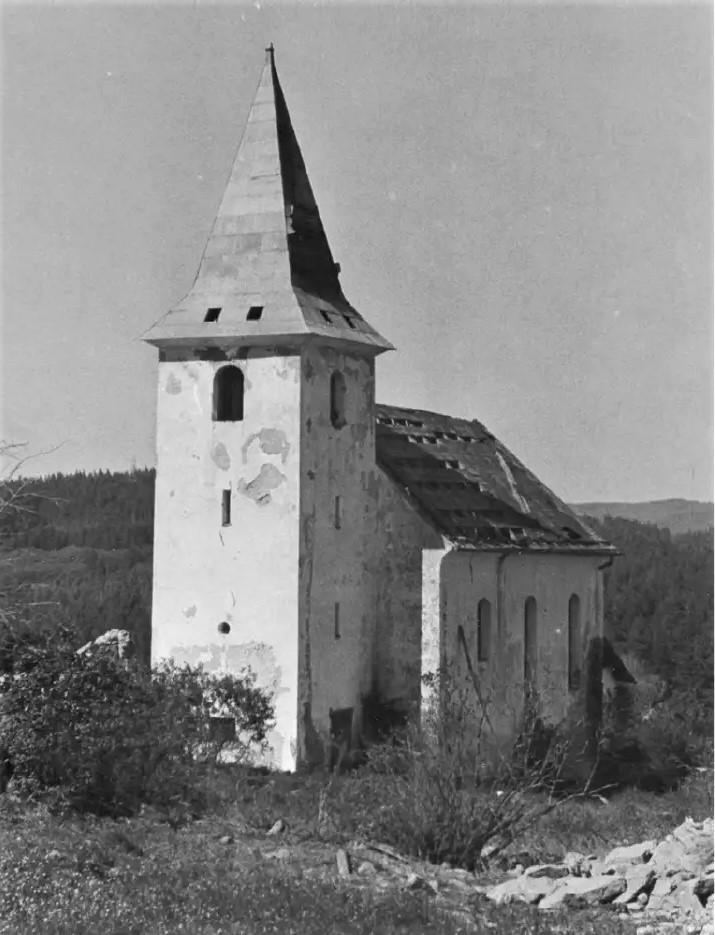
Kostel Zvěstování Panny Marie (před 1950)

První písemná zmínka o osadě pochází z roku 1456 a její tehdejší název Czudrowitze svědčí o českém původu, znamená ves lidí Cudrových, pozdější varianta byla také Cudrlovice nebo Sudrlovice. 
Během třicetileté války místní obyvatelé pravděpodobně zahynuli a od 2. poloviny 17. století se zde usazovali převážně Němci. 
V roce 1850 založil weiterský děkan Jan Matiáš Paule v Cudrovicích kostel Korunování Panny Marie, nebo Zvěstování Panny Marie který se stal v roce 1894 kostelem farním. Vnitřní zařízení sestávalo ze dvou oltářů, hlavního mariánského a bočního sv. Johanny z Chuse, a z kazatelny, oba oltáře dodal Jan Biebl z Prachatic. Dále byly ve věži zavěšeny čtyři zvony, zrekvírované za války
V roce 1871 zde vznikla škola. V roce 1910 v Cudrovicích stálo 20 domů se 140 obyvateli (všichni německé národnosti). V roce 1930 zde žilo 411 obyvatel. V letech 1938 až 1945 byly Cudrovice v důsledku uzavření Mnichovské dohody přičleněny k nacistickému Německu.
Po druhé světové válce po vysídlení německých obyvatel zůstala vesnice prázdná. Po roce 1949 se sem přistěhovalo několik nových obyvatel, ale v roce 1953 zanikl místní národní výbor a v roce 1956 Cudrovice definitivně zanikly. Domy i kostel byly srovnány se zemí.

## Současnost
Cudrovice jsou základní sídelní jednotkou na stejnojmenném katastrálním územím, jsou součástí Mlynářovic, což je část obce Volary. V roce 1993 byl symbolicky obnoven hřbitov (některé náhrobky byly vyčištěny a umístěny do řady, uprostřed byl vztyčen kříž). Na místě kostela Korunování Panny Marie je nyní dřevěný červený kříž a památník s textem: „Zde stál farní kostel Korunování P. Marie v Cudrovicích. Kostel postaven a posvěcen r. 1894, zničen r. 1966“.

## Pamětihodnosti
- U silnice 14136, na místě bývalého kostela Korunování Panny Marie, byl vztyčen dřevěný červený kříž a památník.
- U stejné komunikace se na vyvýšeném návrší nalézá udržovaná kaple.
- U této silnice se nachází i výklenková kaple.
- Symbolicky obnovený hřbitov s křížem se nalézá poblíž odbočky ke zřícenině hradu Hus.
- Do katastrálního území Cudrovice zasahuje část přírodní rezervace Kaňon Blanice.

## Cudrovice ve filmu
V prostoru, kde dříve stávaly Cudrovice, byla v roce 1977 natáčena značná část filmu Volání rodu, závěrečného dílu trilogie, který byl pokračováním předchozích snímků Osada Havranů a Na veliké řece.

## Galerie

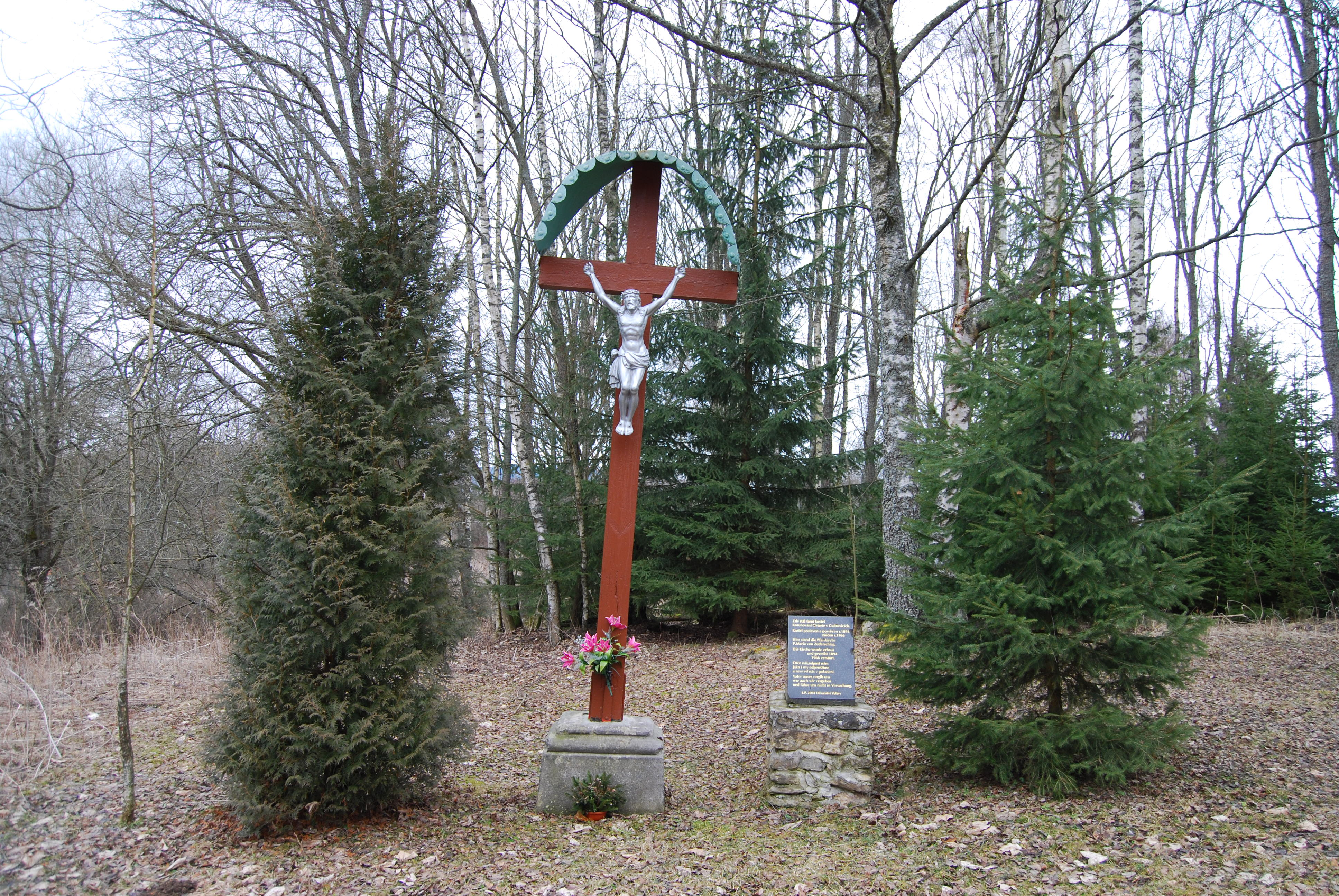
Pomník na místě bývalého kostela
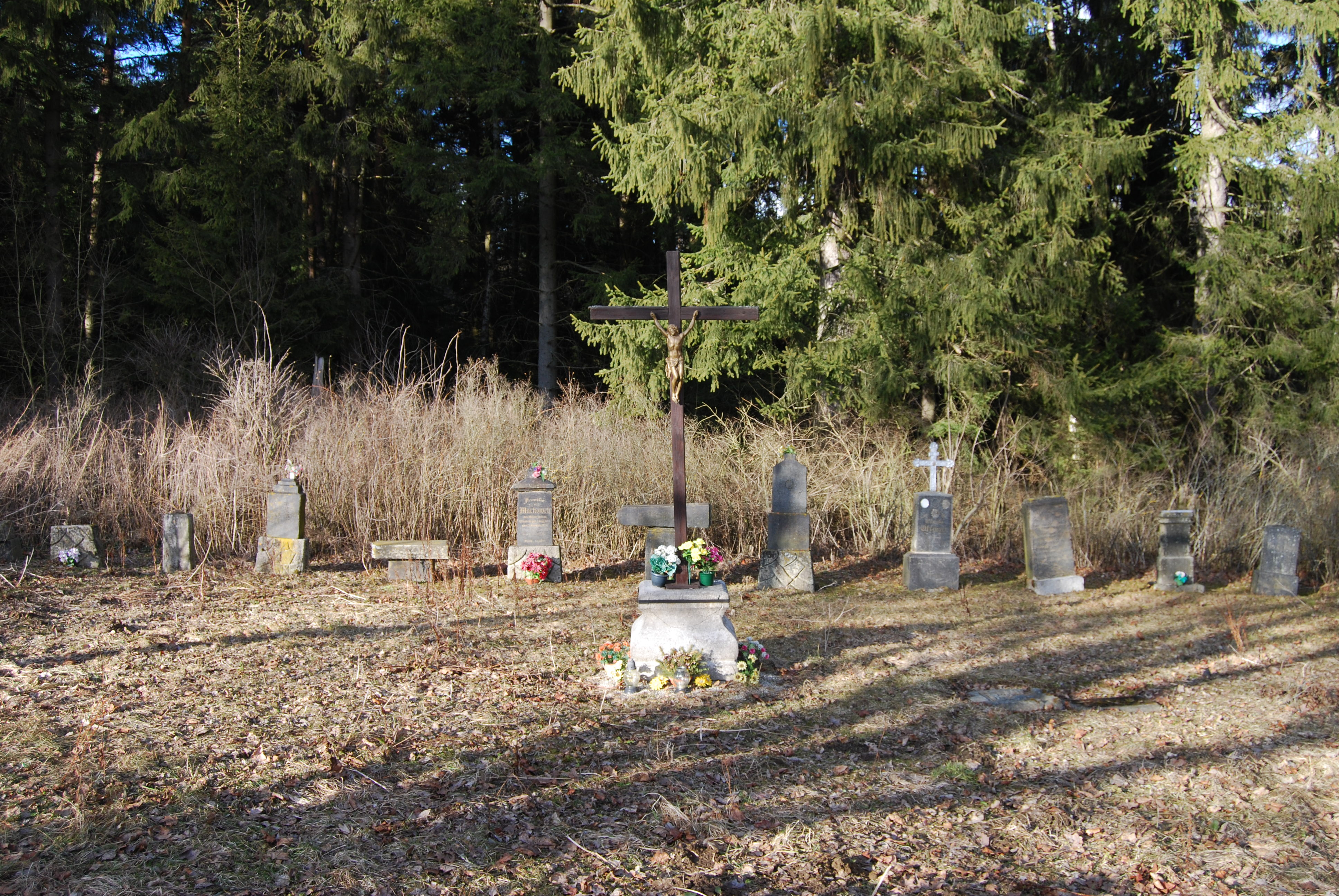
Symbolický hřbitov
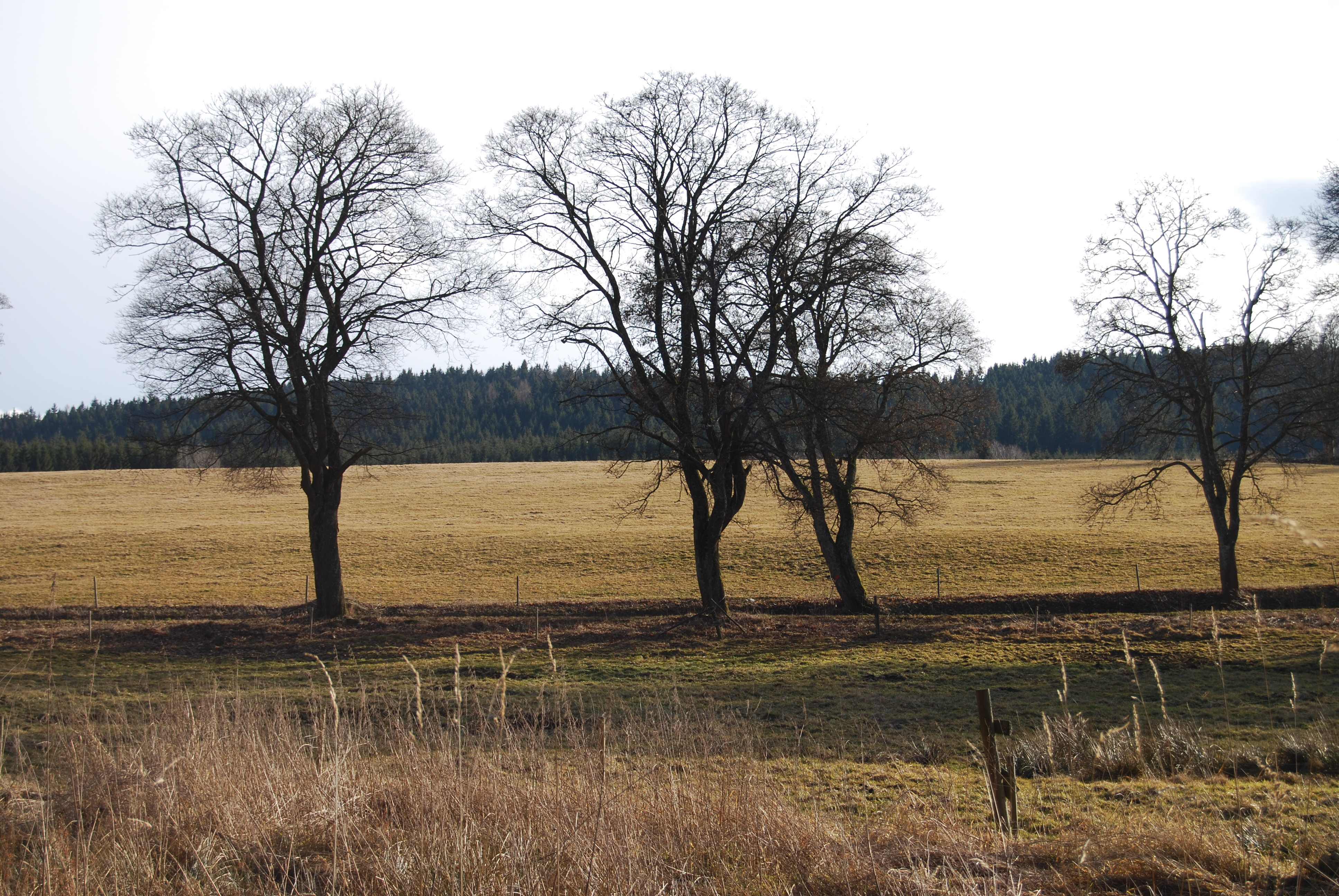
Silnice 14136
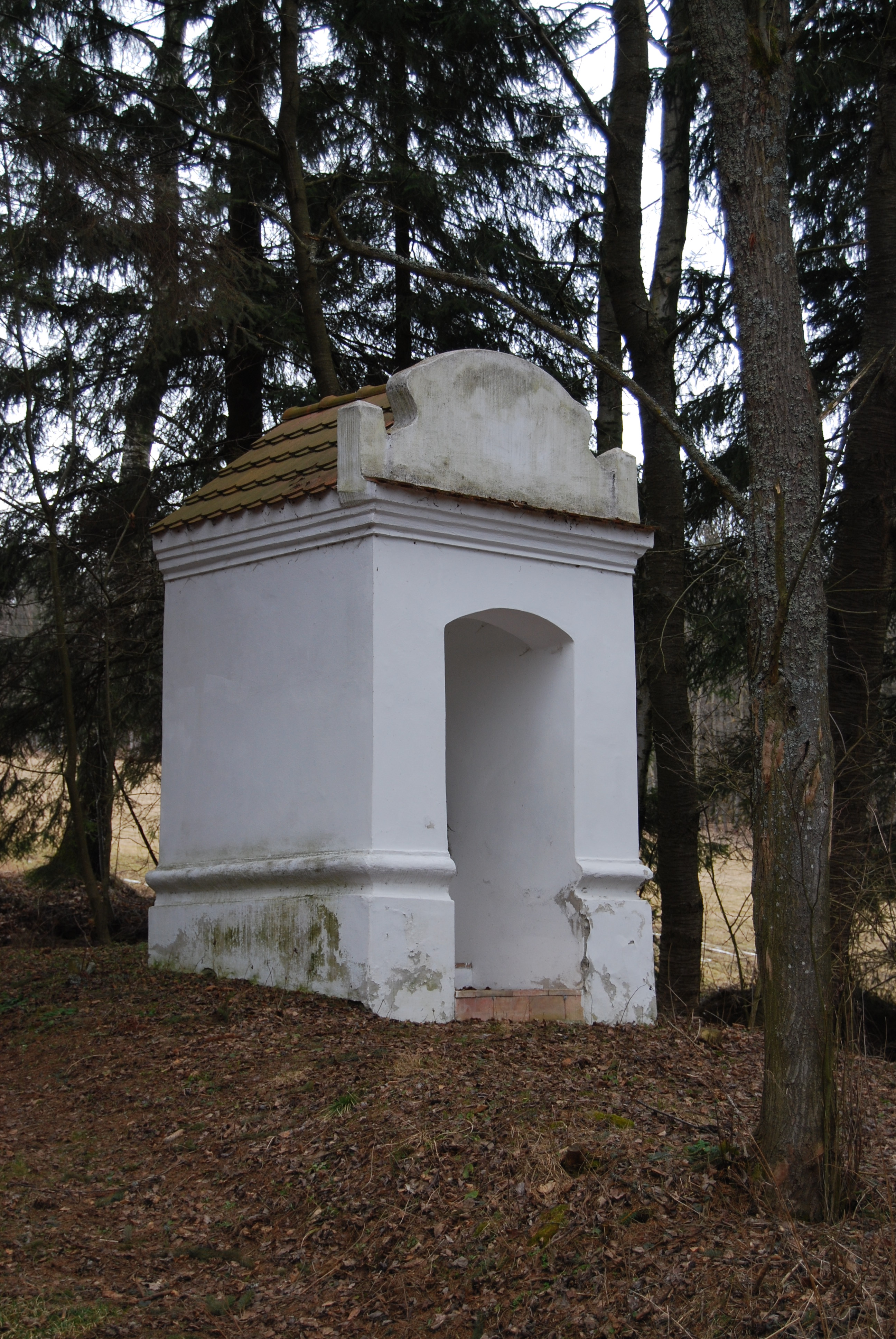
Kaple na návrší
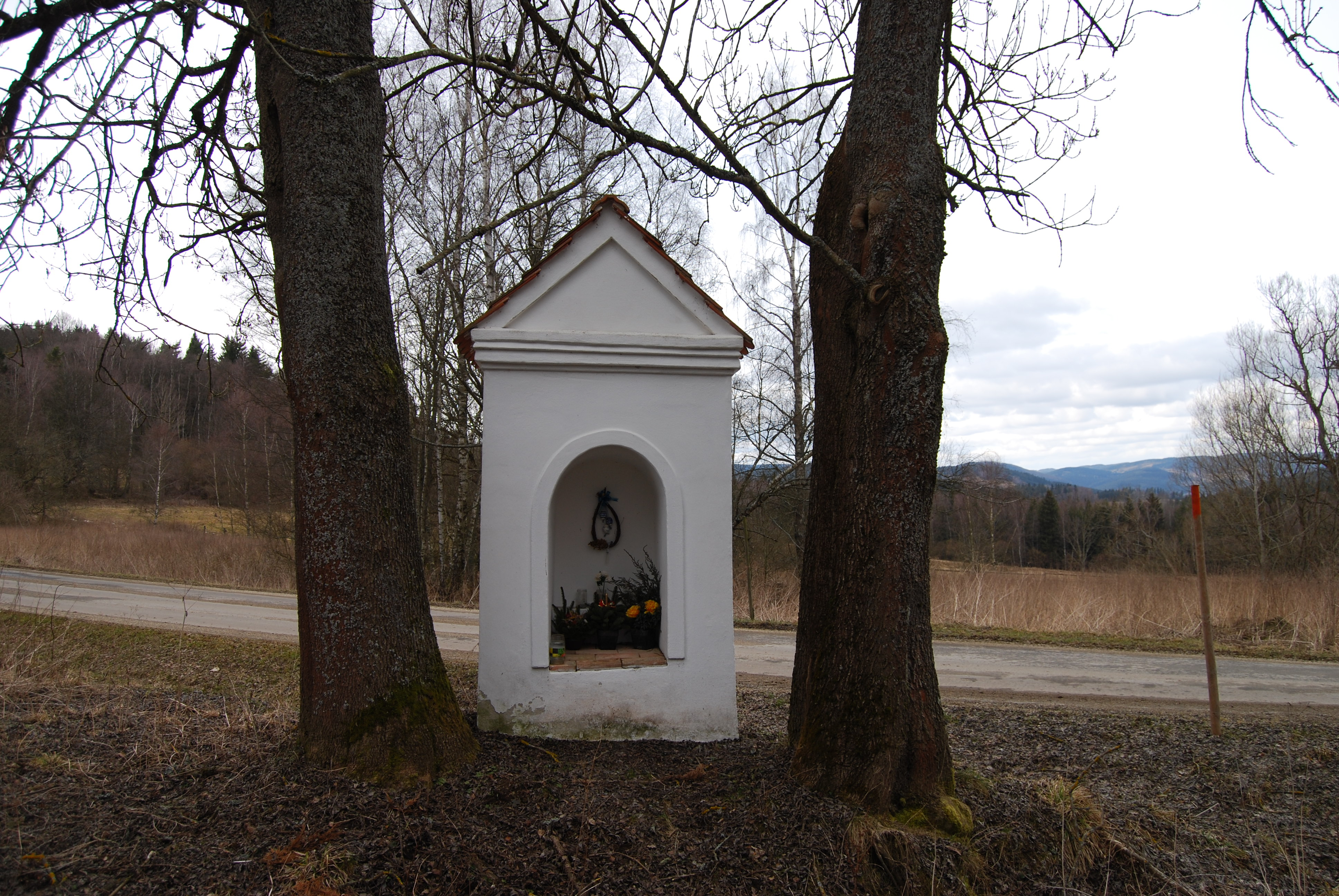
Výklenková kaple